# Calliostoma babelicum
Calliostoma babelicum is een slakkensoort uit de familie van de Calliostomatidae. De wetenschappelijke naam van de soort is voor het eerst geldig gepubliceerd in 1961 door Habe.